# Herman De Croo
Herman Francies Joseph De Croo (Opbrakel, 12 augustus 1937) is een Belgisch voormalig liberaal politicus voor Open Vld.

## Levensloop
Verschillende voorouders van De Croo waren politiek actief. Zo was zijn vader, Joannes Baptista Alphonsus Josephus De Croo (1902-1987), burgemeester van Michelbeke.
Herman De Croo volgde de klassieke humaniora op het internaat van het Franstalige Collège Saint-Stanislas van de jezuïeten in Bergen. Op zijn tiende startte hij er als uitsluitend Nederlands sprekende leerling. Als afstuderende achttienjarige in de retorica in 1956 won De Croo er als eerste Vlaming ooit het welsprekendheidstornooi in het Frans. In 2021 werd hij door de oud-leerlingen van het college uitgeroepen als ere-lid. Hij promoveerde in 1960 tot kandidaat in de politieke wetenschappen en in 1961 tot doctor in de rechten aan de Université Libre de Bruxelles (ULB). Tussen 1957 en 1961 was hij aan de ULB voorzitter van de Liberale Studenten en van 1959 tot 1961 was hij voorzitter van de Liberale Studenten van België. Met een Fulbrightbeurs studeerde hij van 1961 tot 1962 aan de University of Chicago Law School (United States).
Hij vestigde zich in 1961 als advocaat aan de balie van Oudenaarde. Ook was hij van 1963 tot 1966 voorzitter van de Liberale Jongeren van België; van 1966 tot 1971 nationaal secretaris van de unitaire liberale partij PVV-PLP en van 1964 tot 1968 afgevaardigde voor het Liberaal Syndicaat van het wetenschappelijk personeel van de ULB-VUB. Ook was De Croo van 1978 tot 2003 voorzitter van het Liberale Studiecentrum Paul Hymans en van 1978 tot 1986 ondervoorzitter van de Liberale Internationale.

### Lokaal bestuur
Hij werd bij de lokale verkiezingen van oktober 1964 verkozen tot PVV-gemeenteraadslid in Michelbeke en werd onmiddellijk burgemeester. In 1971 werd dit dorp een deelgemeente van Brakel ten gevolge van de fusie van Belgische gemeenten en werd hij politiek actief in de fusiegemeente Brakel.
Na een bestuursperiode in de oppositie, werd hij in 1977 eerste schepen in Brakel en oefende deze functie uit tot einde 1982. Van 1994 tot 2000 was hij opnieuw eerste schepen in zijn thuisgemeente. Als schepen was hij bevoegd voor Financiën en Personeel. Nadien was De Croo van 2001 tot 2012 burgemeester van de gemeente.
Bij de lokale verkiezingen van 2012 was hij lijstduwer voor zowel de gemeenteraadsverkiezingen in Brakel als de provincieraadsverkiezingen voor Oost-Vlaanderen in het provinciedistrict Oudenaarde. Om de vernieuwing op de lokale lijst te steunen, zette Herman De Croo een stap opzij ten voordele van zijn zoon Alexander, die lijsttrekker was en kandidaat-burgemeester. Aangezien familieleden niet gelijktijdig in de gemeenteraad mogen zetelen, verliet Herman De Croo na 48 jaar de Brakelse politiek.
Bij de gemeenteraadsverkiezingen van oktober 2024 was hij lijstduwer in Brakel.

### Parlement en regering
In maart 1968 werd Herman De Croo voor het arrondissement Oudenaarde voor het eerst verkozen tot lid van de Kamer van volksvertegenwoordigers, waar hij van 1977 tot 1980 fractievoorzitter voor de PVV was en uiteindelijk bleef zetelen tot aan de verkiezingen van november 1991. Vervolgens was hij van november 1991 tot mei 1995 voor het arrondissement Aalst-Oudenaarde rechtstreeks gekozen senator in de Senaat, waar hij PVV/VLD-fractievoorzitter en voorzitter van de commissie Buitenlandse Zaken was.
In de periode december 1971-oktober 1980 zetelde hij als gevolg van het toen bestaande dubbelmandaat ook in de Cultuurraad voor de Nederlandse Cultuurgemeenschap, die op 7 december 1971 werd geïnstalleerd. Tussen februari 1973 en maart 1974 zat hij er de PVV-fractie voor. Vanaf 21 oktober 1980 tot mei 1995 was hij lid van de Vlaamse Raad, de opvolger van de Cultuurraad en de voorloper van het huidige Vlaams Parlement. Ook maakte De Croo deel uit van de Belgische delegatie in de Parlementaire Assemblee van de NAVO, waarvan hij van 1972 tot 1974 ondervoorzitter was.
Van 1974 tot 1988 was hij bijna ononderbroken minister. Van april 1974 tot juni 1977 was hij minister van Nationale Opvoeding in de regeringen-Tindemans I, -II en -III, ten tijde van de Goede Vrijdagbenoemingen. Daarna was hij van mei tot oktober 1980 minister van PTT en Pensioenen in de Regering-Martens III, van december 1981 tot november 1985 was hij minister van Verkeerswezen en PTT in de Regering-Martens V en van november 1985 tot mei 1988 minister van Verkeerswezen en Buitenlandse Handel in de Regering-Martens VI en de Regering-Martens VII.
Eind jaren 80 verzeilde de PVV op nationaal niveau naar de oppositie en stelde zich op tegen de regeringen Dehaene I en II. De partij onderging een metamorfose tot VLD. In september 1995 werd De Croo verkozen tot partijvoorzitter. In deze functie volgde hij Guy Verhofstadt op, die hem op zijn beurt opnieuw opvolgde in juni 1997. Op 3 juni 1998 werd De Croo benoemd tot minister van Staat.
Van mei 1995 tot mei 2014 zetelde Herman De Croo opnieuw in de Kamer van volksvertegenwoordigers, eerst voor het arrondissement Oudenaarde-Aalst en vanaf 2003 voor de kieskring Oost-Vlaanderen. Van juni tot oktober 1995 was hij ondervoorzitter van de Kamer. Toen zijn partij bij de federale verkiezingen van juni 1999 vooruitgang boekte en een paarse coalitie gesloten werd, werd De Croo op 1 juli 1999 Kamervoorzitter. Hij oefende deze functie uit tot 11 juli 2007, waarna hij van 2007 tot 2009 ondervoorzitter van de Kamer was. Hij was van 1999 tot 2010 ook voorzitter van het Federaal Adviescomité voor Europese Aangelegenheden. Van 2010 tot 2011 was hij voorzitter van de Open Vld-fractie in de Kamer.
Na de verkiezingen van 25 mei 2014 verhuisde hij naar het Vlaams Parlement, waar hij in 2014 korte tijd ondervoorzitter was. Als langst zetelende lid van het Vlaams Parlement zat De Croo de openingszittingen van deze assemblee voor. Op 25 april 2018 werd hij in het Vlaams Parlement tijdens een speciale zitting gehuldigd voor 50 jaar ononderbroken parlementair mandaat. Er was afgesproken dat hij zijn mandaat in het Vlaams Parlement niet zou uitdoen en halverwege de legislatuur zijn plaats zou afstaan aan Sas van Rouveroij, maar hij besloot het mandaat toch uit te doen. In mei 2019 werd hij vanop de lijstduwersplaats herkozen. Het was de bedoeling dat hij niet zou zetelen, maar hij besloot de eerste zitting alsnog bij te wonen. Als langst zetelend parlementslid was het zijn taak om de nieuwe legislatuur te openen en de eed af te nemen van de parlementsleden. Hij wilde daarmee vermijden dat Filip Dewinter (Vlaams Belang) de zitting moest openen. Vanwege de commotie rond parlementsvoorzitter Kris Van Dijck en diens daaropvolgende ontslagname zat Dewinter als eerste ondervoorzitter toch tijdelijk het Vlaams Parlement voor, tot N-VA-parlementslid Wilfried Vandaele op 13 juli 2019 tot voorzitter verkozen werd. Tijdens dezelfde zitting werd De Croo vervangen in het parlement door opvolgster Freya Saeys. Hiermee kwam zijn parlementaire loopbaan na 51 jaar ten einde.
In maart 2023 ontstond er ophef toen aan het licht kwam dat Herman De Croo na zijn vertrek uit het parlement in 2019 als oud-voorzitter van de Kamer een pensioenextra ontving van  ongeveer 6.000 euro bruto per maand. Die uitkeringen zouden onwettig zijn geweest, omdat op die manier de wettelijk vastgelegde pensioenplafonnering van 7.813 euro bruto per maand zou zijn geschonden. De extra vergoedingen waren gebaseerd op een regeling die in 1998 goedgekeurd en in 2003 versoepeld werd door het College van Quaestoren en waarvoor Kamervoorzitters die minimaal vijf jaar in functie waren in aanspraak konden komen. Volgens De Croo was deze extra vergoeding wel wettig, omdat de bedragen opgenomen waren in de begroting van de Kamer en door het parlement waren goedgekeurd. Op verzoek van Kamervoorzitter Eliane Tillieux werd de zaak onderzocht door juridische experten, die stelden dat de pensioenextra's van De Croo, in totaal 210.000 euro bruto, wel degelijk onwettig waren. De fractieleiders van de Kamer beslisten vervolgens om te laten nagaan of de extra vergoedingen konden worden teruggevorderd, waarna De Croo besloot om zijn pensioenextra's terug te storten aan de Kamer.

### Hoogleraar
Van 1963 tot 1968 was De Croo assistent van ULB-professor Walter Ganshof van der Meersch. In 1968 werd hij docent en in 1973 buitengewoon hoogleraar aan de rechtsfaculteit van de Vrije Universiteit Brussel (VUB). In 1986 werd hij hoogleraar aan dezelfde faculteit. Hij ging met emeritaat in 2005.

### Bestuursfuncties
De Croo was van 1981 tot eind 2018 lid van de raad van bestuur van Texaf, een beursgenoteerde investeringsmaatschappij in Congo-Kinshasa. Texaf is er actief in de mijn- en landbouw, industrie, vastgoedsector en dienstverlening. Het is een dochteronderneming van de holding Cobepa.
In 2012 was hij voorzitter van de 'Bijzondere commissie belast met het onderzoek naar de financiële crisis'. Daarnaast was/is hij:
- stichtend voorzitter van Autoworld (1986-2022);
- stichtend voorzitter van het Hoger Instituut voor de Verkeersveiligheid (1986-);
- leidinggevend bij het European Transport en Security Council (ETSC) (1993-);
- voorzitter van de Cardiologische Stichting Prinses Lilian (1986-);
- voorzitter van CREAC, het Belgisch referentiecentrum voor de expertise over Centraal-Afrika (2006-);
- lid van het erecomité van het Olivaint Genootschap van België;
- lid van de raad van beheer van Het Laatste Nieuws vzw (1985-);
- lid van de raad van beheer van het Egmontinstituut, het Koninklijk Instituut voor Internationale Betrekkingen;
- afgevaardigd beheerder van Liberty cvba;
- lid van de raad van beheer van de Stichting Paul-Henri Spaak;
- lid van de raad van beheer van de Stichting Virunga vzw:
- bestuurder van UWC Belgium.

### Privéleven
Herman De Croo is getrouwd met advocate Françoise Desguin en ze hebben twee kinderen. Hij woont in Michelbeke, een deelgemeente van Brakel. Zijn zoon, Alexander De Croo, werd eveneens actief binnen Open Vld en werd partijvoorzitter, minister, eerste minister en burgemeester van Brakel.
In 2009 werd De Croo behandeld voor een beginnende kanker aan de rechterstemband. De ziekte bleek niet uitgezaaid en hij werd in oktober van dat jaar genezen verklaard.

## Onderscheidingen
- België: Minister van Staat
- België: Grootofficier in de Leopoldsorde
- België: Grootkruis in de Kroonorde
- België: Burgerlijk kruis 1ste klasse
- Nederland:  Ridder-Grootkruis in de Orde van Oranje-Nassau
- Luxemburg: Grootkruis in de Orde van de Eikenkroon
- Denemarken: Grootkruis in de Orde van de Dannebrog
- Zweden: Grootkruis Orde van de Poolster
- Noorwegen: Grootkruis Orde van Verdienste
- Frankrijk: Ridder in het Legioen van Eer
- Comoren: Grootofficier Orde van de Groene Halve Maan
- Mexico: Grootkruis van de Orde van de Azteekse Adelaar
- Italië: Ridder in de Orde van Verdienste
- Zuid-Korea: Gwanghua Medal Diplomatic Merit
- Portugal: Grootkruis in de Orde van de Infant Dom Henrique
- Finland: Commandeur in de Orde van de Witte Roos
- Polen: Grootkruis in de Orde van Verdienste
- Griekenland: Grootkruis in de Orde van Verdienste
- Europaprijs (2005)
- Ereburgemeester van Brakel

## Publicaties
- Het Nederlandstalig onderwijs: realisaties, problematiek en vooruitzichten, twee jaar beleid, Brussel, Inbel, 1976
- Emancipatie ook in de school, Brussel, Belgisch instituut voor voorlichting en documentatie, 1975
- België barst ? : vragen aan de separatisten, Tielt, Lannoo, 2008
- De wereld volgens Herman De Croo, Antwerpen, Icarus, 1999
- Geworteld in het leven, Mijn autobiografie, Tielt, Lannoo, 2018

## Citaten
- In april 2007 stelde hij dat Vlaams-nationalisten een mentale handicap hebben.[16] Op 2 september 2009 deed De Croo opnieuw een uitval naar de Vlaams-nationalisten: "Geert Bourgeois en co mogen het gerust weten: hun zware bottines zijn nostalgie." Dit naar aanleiding van kritiek van Bourgeois op de Clouseau-single Leve België.[17]
- Als de kiezer dat wil, blijf ik Kamerlid tot aan mijn dood. Daarna verhuis ik naar de Senaat. (De Croo bij zijn 40ste jaar als parlementslid op 31 maart 2008.)
- De Croo staat bekend om zijn inventief taalgebruik en uitvinder van neologismen of spreuken, die men 'decrooïsmen' noemt. Bijvoorbeeld "Met een krant kun je zowel een minister als een vlieg doodslaan".

## Trivia
- Herman De Croo dook in de stripreeks Nero van Marc Sleen op in het album "Het Kasteel der Zuchten" (1980). Hij staat in strook 111-112 tussen andere regeringsleden.
- In het album "Het Spook uit de Zandstraat" (1995) is hij in strook 80 op een "Gezocht"-affiche te zien in een politiebureau, samen met overigens Willy Claes.
- De Croo werd gepersifleerd in de satirische strip Pest in 't Paleis (1983) door Guido van Meir en Jan Bosschaert. Hij speelt er de rol van een Spaanse edelman (Don Hernàn de Croodobes) die als voogd optreedt voor de kleine Gwij Verafstoot (Guy Verhofstadt).
- Hij had een cameo in de serie Familie.